# Цойтен
Цойтен (на немски: Zeuthen) е община в района на Даме Шпреевалд, Източна Германия, провинция Бранденбург. Разположен е на 25 km южно от центъра на Берлин, покрай Даме и Цойтенското езеро

## Личности
Починали
Дийн Рийд (1938-1986), американският музикант